# Aspergillus ochraceus
Aspergillus ochraceus är en svampart som beskrevs av G. Wilh. 1877. Aspergillus ochraceus ingår i släktet Aspergillus och familjen Trichocomaceae.   Inga underarter finns listade i Catalogue of Life.